# TV Verdes Mares
TV Verdes Mares é uma emissora de televisão brasileira sediada em Fortaleza, capital do estado do Ceará. Opera no canal 10 (33 UHF digital) e é afiliada à TV Globo. Pertence ao Sistema Verdes Mares, braço de mídia do Grupo Edson Queiroz, do qual também fazem parte o portal Diário do Nordeste e a TV Diário. O grupo também controla a TV Verdes Mares Cariri, sucursal sediada em Juazeiro do Norte. Seus estúdios e transmissores estão no bairro Dionísio Torres, em frente a Praça da Imprensa Chanceler Edson Queiroz.

## História
Em 1962, o industrial Moisés Pimentel, proprietário da Rádio Dragão do Mar, obtêm uma concessão de televisão para operar no canal 10 VHF. No mesmo ano, é eleito deputado federal através do Partido Social Trabalhista. Enquanto preparava as instalações da TV Dragão do Mar, como era chamada, apresentava para a mídia local todos os equipamentos adquiridos para o empreendimento. No entanto, devido ao Golpe de Estado de 1964, foi preso e teve seu cargo cassado em 17 de abril e acabou por perder a concessão da TV e da rádio. Em junho de 1965, o então prefeito de Fortaleza Murilo Borges, denuncia o caráter "subversivo" da emissora, sem que ela estivesse em funcionamento. 
Em julho do mesmo ano, o empresário Edson Queiroz solicita uma concessão de TV ao Contel, aprovado em 23 de maio de 1969 pelo então presidente Costa e Silva. No dia 30 de julho, a concessão do canal 10 VHF finalmente é repassada a Queiroz. Sessenta dias depois, em um almoço na Base Aérea de Fortaleza em homenagem à Semana da Asa, Edson anuncia aos convidados a implantação do segundo canal de televisão de Fortaleza, que até então só possuía a TV Ceará, emissora da Rede Tupi, de propriedade dos Diários Associados.
Em 23 de outubro de 1969, o sinal da emissora ia ao ar experimentalmente, ainda não com o título de TV Verdes Mares. Em tempo recorde, Queiroz começou a montar a estrutura do canal, que ficaria situado numa área de 9 000 m² no bairro Estância Castelo (atual Dionísio Torres). Em 31 de janeiro de 1970, às 19h30, é inaugurada oficialmente a televisão, com uma missa celebrada na sede do canal e estreando o Telejornal Padrão, com 20 minutos, apresentado pelo jornalista Mardônio Sampaio. A festa de inauguração contou com as presenças de Hebe Camargo, Ronald Golias e Pedrinho Mattar.
A programação da emissora iniciava ao meio-dia, com um telejornal de 20 minutos comandado por Cirênio Cordeiro. Às 22h, era exibido outro telejornal, em formato de revista. Irapuan Lima e Matos Dourado apresentavam dois programas de auditório nesta fase, enquanto que o restante da grade era preenchido por enlatados da Rede Globo e da Rede de Emissoras Independentes, encabeçada pela TV Record e pela TV Rio. Inspirada na Rádio Verdes Mares, que havia sido adquirida por Edson Queiroz sete anos antes de seu lançamento, boa parte de seus profissionais foram trazidos da emissora. Em pouco tempo no ar, a emissora supera a audiência da TV Ceará.
A partir de 1973, a TV Verdes Mares começa a ser transmitida para o interior do estado e para algumas cidades dos estados vizinhos, como Mossoró, no Rio Grande do Norte. Em 1974, começa a transmitir a programação da Globo como afiliada e no mesmo ano, faz a primeira transmissão colorida de todo o Nordeste, durante a entrega do Troféu Sereia de Ouro, ocorrida em 7 de setembro. A partir de 1994, começa a construir sua própria linha para o interior.
Em 2009, surgiu um novo formato de telejornais da emissora. Em janeiro, estreou o novo Globo Esporte, com mais tempo de duração e um casal de apresentadores, e em março, o Jornal do 10 e o Jornal do Meio Dia foram substituídos pelo CETV, ambos se adequando ao formato padrão adotado nacionalmente pela Rede Globo e suas afiliadas.
Em 8 de outubro de 2018, os telejornais diários do canal passam a ser apresentados em uma redação construída para integrar todos os veículos do Sistema Verdes Mares, além de ganharem novos pacotes gráfico e sonoros.

## Identificação

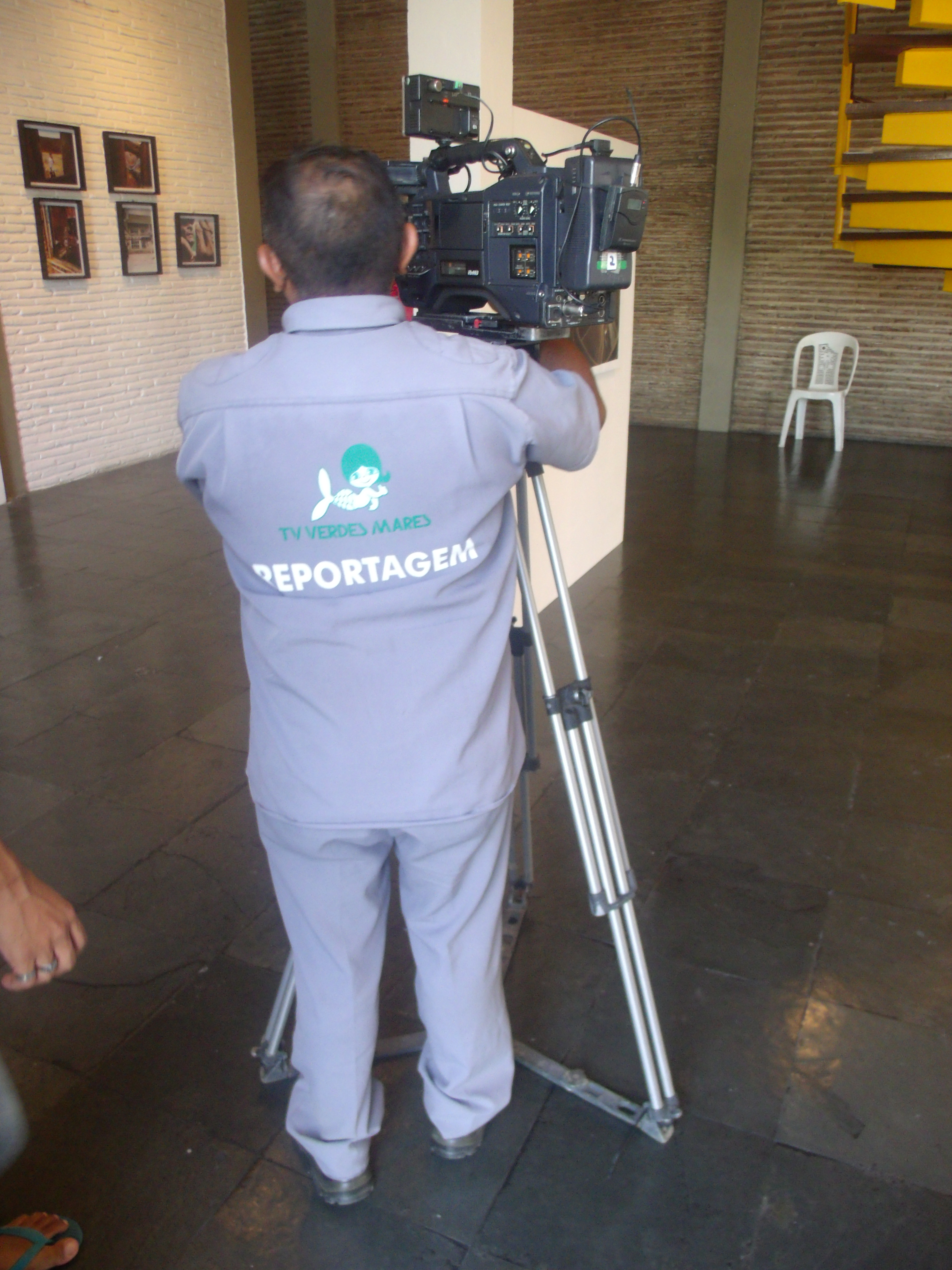
Cinegrafista da emissora no interior da Casa da Cultura de Sobral, em 2019.

O logotipo da TV Verdes Mares é simbolizado através do desenho de uma sereia sorridente, de cores esverdeadas, fazendo um sinal positivo, com cabelos indo para a direita. O projeto foi criado pelo cartunista Mino enquanto estudava Direito na Universidade Federal do Ceará, em 1970, sob pedido de Edson Queiroz. A inspiração para o desenho veio através de uma fotografia de sua filha Agnes, quando era mais jovem. Segundo ele, o logotipo representa a emissora devido ao significado mitológico da figura de "atrair os pescadores com seus cantos irresistíveis. O canto, com todo o seu poder, é o significado da audiência". Ao longo dos anos, o logotipo passou por diversas modernizações, sem alterar a sua estrutura.
Em 5 de dezembro de 2008, o logotipo da emissora recebe efeitos tridimensionais, e a sereia é transformada em animação numa vinheta. O projeto foi realizado pelo videografista Bulcão em conjunto com a agência Slogan. Em função de seu aniversário de 48 anos, o logotipo recebe uma nova tipografia, substituindo a fonte padrão da Rede Globo e usando uma nova com tonalidade de gradiente do mar cearense (50% verde e 50% azul).

## Sinal digital
| Canal virtual | Canal digital | Resolução de tela | Programação                                      |
| ------------- | ------------- | ----------------- | ------------------------------------------------ |
| 10.1          | 33 UHF        | 1080i             | Programação principal da TV Verdes Mares / Globo |

Em 11 de maio de 2009, durante o CETV 2.ª Edição, a emissora torna-se oficialmente a primeira emissora do Ceará a lançar o sinal digital. A presidente do Sistema Verdes Mares, Yolanda Queiroz assina a outorga do canal 33 UHF para a transmissão digital, em uma solenidade realizada na sede da Federação das Indústrias do Estado do Ceará (FIEC), em Fortaleza. Durante a noite, na sede da TV Verdes Mares, o presidente da Fundação Roberto Marinho, José Roberto Marinho, e a secretária do Ministério das Comunicações, Zilda Abreu, participaram do lançamento do sinal digital da emissora.
Transição para o sinal digital
Com base no decreto federal de transição das emissoras de TV brasileiras do sinal analógico para o digital, a TV Verdes Mares, bem como as outras emissoras de Fortaleza, cessou suas transmissões pelo canal 10 VHF em 27 de setembro de 2017, seguindo o cronograma oficial da ANATEL. O switch-off ocorreu por volta da meia-noite, após a transmissão da final da Copa do Brasil entre Cruzeiro e Flamengo.